# Mare de Déu de Camp-real
Mare de Déu de Camp-real és una església del municipi de Massoteres (Segarra) inclosa en l'Inventari del Patrimoni Arquitectònic de Catalunya.

## Situació
L'església es troba aïllada, envoltada dels camps de conreu de Camp-real, al nord-est de la vila de Massoteres. Per la seva vora hi passa la carretera asfaltada que surt, cap a llevant, del km. 24 (Camp de Golf de la Fundació BonArea de Guissona) de la LV-3113 de Guissona a Biosca, i enllaça amb la LV-3114 de Massoteres a Palouet. L'església està a uns 500 metres del Camp de Golf.

## Descripció

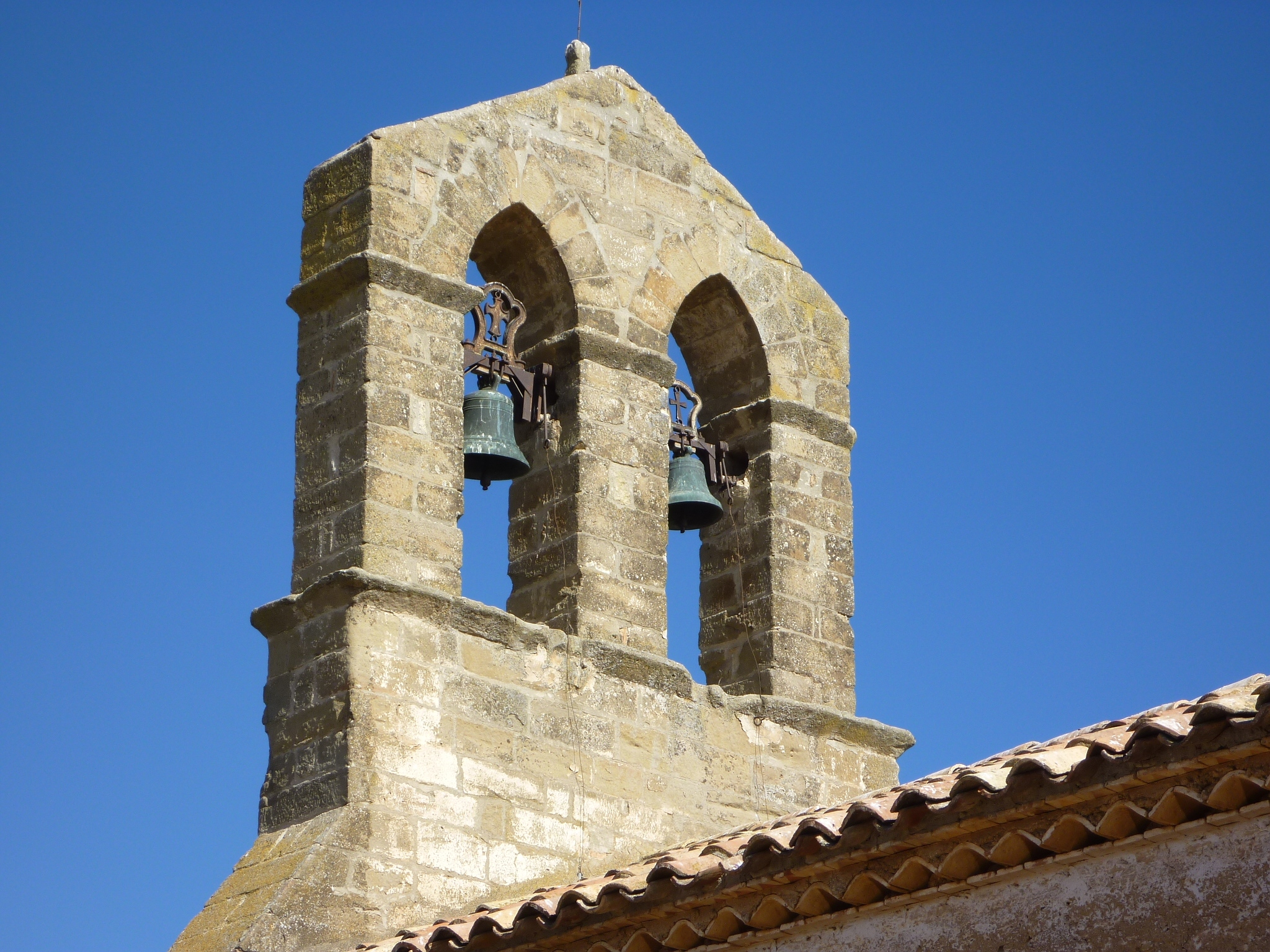
Espadanya

L'edifici se'ns presenta de planta rectangular. d'una nau amb coberta de canó, capella lateral bastida al mur de migjorn i capçada plana. La coberta exterior és a doble vessant amb aiguavessos escopint als murs laterals. L'actual porta d'ingrés es troba oberta al mur de llevant. Aquesta porta té una llinda monolítica, damunt de la qual, se situa un petit òcul. Aquest edifici també presenta una altra porta d'ingrés situada al mur de tramuntana. Aquesta última porta, se'ns presenta estructurada a partir d'un arc de mig punt adovellat, però que actualment resta inutilitzada. Finalment un gran campanar d'espadanya amb doble ull d'arc de mig apuntat, corona el mur de llevant.
L'edifici presenta un parament de carreus mitjans, formant filades horitzontals, amb presència de restes d'arrebossat a les façanes d'aquest.

## Història
El poble del Camp-real està esmentat des de l'any 1040, formant part del castell de Talteüll. Arran de la Guerra Civil, es destruí una imatge d'una Mare de Déu que es conservava al seu interior. Posteriorment, passada la guerra, el senyor Joan Robles, fill de Palau d'Anglesola, la reproduí. Actualment, el 8 de setembre, s'hi celebra un aplec.
El 2019 les dues campanes del campanar d'espadanya, de 40 i gairebé 80 quilos, van ser robades, i no es van recuperar fins al cap de dos anys quan es van trobar enterrades en una séquia de Miralcamp.